# 赫罗佐韦 (赫尔松州)
赫罗佐韦（烏克蘭語：Грозове），是烏克蘭南部赫爾松州赫尔松区比洛泽尔卡市镇内的村落。面積0.1平方公里，海拔高度37米，2001年人口162，人口密度每平方公里1,557.7人。